# Владимир Вдовиченков
Владимир Владимирович Вдовиченков  (на руски: Владимир Владимирович Вдовиченков) е руски театрален и киноактьор.
През 2001 г. завършва ВГИК във факултета по „Актьорско майсторство“. Артист в театър „Моссовета“, сериалът „Бригада“ е първият му сериозен ангажимент, след това се снима във филмите – Баварец, Курсанти и др.

## Филмография

### Филми
- 2000 – Президент и его внучка
- 2001 – Таёжный роман
- 2002 – Апрель
- 2002 – Раскалённая суббота
- 2003 – Бумер – Костя „Кот“
- 2005 – Время собирать камни
- 2006 – Бумер. Фильм второй – „Кот“
- 2006 – Седьмой день
- 2007 – Параграф 78 – Скиф
- 2007 – Рекетьор – Казахстан
- 2014 – Левиатан

### Телевизионни сериали
- 2001 – Гражданин начальник – Коля
- 2002 – Бригада – Фил
- 2003 – Пятый ангел
- 2004 – Звездочёт – Сергей Чумаков, „Звездочёт“
- 2004 – Курсанты
- 2004 – Небо и земля – Нечаев
- 2013 – Разведчицы –